# Герб Французьких Південних і Антарктичних Територій
Герб Французьких Південних і Антарктичних Територій був створений 1950 року Сюзаною Готьє, за дорученням адміністратора території.
Герб являє собою щит, розділений на чотири поля — два блакитних і два золотих. У першому полі зображена кергеленська капуста. У другому — омар. У третьому — верхня частина тулуба імператорського пінгвіна. У четвертому — айсберг.
Щит підтримують два срібних морських слона. Зверху щита розміщений девіз «Французькі Південні Антарктичні території» французькою мовою, два якорі та три зірки.

## Символіка
Кергеленська капуста представляє архіпелаг Кергелен. Омар представляє острів Сен-Поль. Імператорський пінгвін — землю Аделі, район Антарктики, на який претендує Франція. Айсберг представляє ФПАТ в цілому. Розсіяні острови в Індійському океані з 2007 р. входять до складу територій, проте на гербі вони не представлені.